# Stargate - Linea di confine
Stargate - Linea di confine fu un programma televisivo italiano di divulgazione pseudoscientifica trasmesso in prima serata la domenica dal 19 settembre 1999 al 7 gennaio 2007 e il martedì dal 9 gennaio dello stesso anno fino al 4 novembre 2008.
Il nome della trasmissione è ispirato al film fantascientifico Stargate e alla derivata serie televisiva Stargate SG-1 (che veniva trasmessa inizialmente all'interno del programma con il semplice titolo di Stargate); anche il logo della trasmissione riprende il dispositivo immaginario dello Stargate (una "porta" in grado di aprirsi verso altri mondi).
Trasmesso per la prima volta il 19 settembre 1999 su Telemontecarlo, per le prime 120 puntate in prima serata è stato condotto da Roberto Giacobbo, che ne è stato anche l'ideatore e il primo autore. Il programma ha un successo inaspettato registrando ascolti notevolmente superiori alla media della rete del tempo. Nel 2003 Giacobbo abbandona il programma per condurre il programma analogo Voyager - Ai confini della conoscenza su Rai 2. Alla conduzione di Stargate subentra nel 2003, per un breve periodo, il giornalista Fabio Tamburini e quindi l'archeologo e scrittore Valerio Massimo Manfredi dal 2004 fino alla chiusura della trasmissione nel 2008.
Inizialmente, dopo una breve introduzione, all'interno del programma veniva trasmesso un episodio del telefilm di fantascienza Stargate SG-1, al termine del quale (verso le 21:40) iniziava la trasmissione vera e propria. In seguito, dopo 41 episodi, LA7 non acquistò più i diritti delle stagioni successive del telefilm (salvo poi proporre, dal 2007, le stagioni dalla settima alla decima) e da quel momento Giacobbo, modificando l'iniziale format, creò un programma autonomo, slegato dai telefilm pur con lo stesso nome, che condusse per ulteriori 79 puntate, con inizio dalle ore 21:00.
Gli argomenti trattati durante la gestione di Giacobbo vertevano su cosiddetti "misteri dell'antichità" (le prime 23 puntate furono dedicate tutte all'antico Egitto), ma anche ad indagini su soggetti contemporanei, argomenti ricorrenti nella programmazione del presentatore, che il giornalista avrebbe poi ripreso e approfondito nella trasmissione Voyager. In seguito nella breve parte di stagione condotta da Tamburini (2003), la trasmissione continuerà a trattare misteri sull'antichità con un occhio di riguardo ad argomenti puramente storico-archeologici. Durante questo periodo televisivo, Stargate subisce un cambio radicale nella regia, infatti vengono abbandonate le riprese in studio per sostituirle con quelle solo in esterno.
Con l'arrivo di Manfredi (dal 2004 al 2008), vi fu una svolta radicale negli argomenti trattati: gli argomenti sensazionalistici introdotti da Giacobbo e i misteri del passato o del presente non trovarono più spazio nel nuovo format. I temi storici restano comunque il filo conduttore del programma e vennero trattati in modo più rigoroso tramite ricostruzioni storiche, scientifiche e archeologiche, tratte da filmati di altre TV, sebbene la trasmissione soffrisse per lo scarso budget a disposizione. Dopo quattro anni il programma chiuse.